# Taco Hemingway
Filip Szcześniak (n. El Cairo, Egipto, 29 de julio de 1990), más conocido por su seudónimo Taco Hemingway, es un rapero polaco. En 2016, su álbum Umowa o dzieło obtuvo el Premio Fryderyk dentro de la categoría "Mejor Álbum de Hip Hop". El 2 de noviembre del mismo año publicó su primer álbum de estudio, titulado Marmur. Debutó con la tercera posición dentro de las listas polacas, vendiendo más de 15.000 copias. Es junto a Quebonafide uno de los componentes del dúo de rap Taconafide.

## Discografía

### Álbumes
| Título                                        | Detalles del Álbum                                                                                                   | Posiciones en las listas musicales | Ventas          | Certificaciones    |
| Título                                        | Detalles del Álbum                                                                                                   | POL                                | Ventas          | Certificaciones    |
| --------------------------------------------- | --- | ---------------------------------- | --------------- | ------------------ |
| Marmur                                        | - Publicación: 3 de noviembre de 2016 - Discográfica: Taco Corp, Asfalt Records - Formatos: CD, LP, descarga digital | 3                                  | - POL: +30 000  | - ZPAV: platino    |
| Soma 0,5 mg (con Quebonafide como Taconafide) | - Publicación: 13 de abril de 2018 - Discográfica: Taconafidex - Formatos: CD, LP, descarga digital                  | 1                                  | - POL: +150 000 | - ZPAV: diamante   |
| Café Belga                                    | - Publicación: 13 de julio de 2018 - Discográfica: Taco Corp, Asfalt Records - Formatos: CD, descarga digital        | 1                                  | - POL: +30 000  | - ZPAV: platino    |
| Pocztówka z WWA, lato '19                     | - Publicación: 23 de julio de 2019 - Discográfica: Taco Corp, Asfalt Records - Formatos: CD, descarga digital        | 1                                  | - POL: +90 000  | - ZPAV: platino x3 |
| Jarmark                                       | - Publicación: 4 de septiembre de 2020 - Discográfica: Taco Corp - Formatos: CD, descarga digital                    | 1                                  | - POL: +15 000  | - ZPAV: oro        |
| Europa                                        | - Publicación: 4 de septiembre de 2020 - Discográfica: Taco Corp, 2020 - Formatos: CD, descarga digital              | 2                                  | - POL: +15 000  | - ZPAV: oro        |
| 1-800-Oświecenie                              | - Publicación: 22 de septiembre de 2023 - Discográfica: Taco Corp, 2020 - Formatos: CD, descarga digital             | 1                                  | - POL: +60 000  | - ZPAV: platino x2 |

### Miniálbumes
| Título                                                                              | Detalles del álbum | Posiciones en las listas musicales | Ventas         | Certificaciones |
| Título                                                                              | Detalles del álbum | POL                                | Ventas         | Certificaciones |
| ----------------------------------------------------------------------------------- | --- | ---------------------------------- | -------------- | --------------- |
| Young Hems                                                                          | - Publicación: 26 de diciembre de 2013 - Discográfica: Taco Corp, Asfalt Records - Formatos: CD                       | —                                  |                |                 |
| Trójkąt Warszawski                                                                  | - Publicación: 19 de diciembre de 2014 - Discográfica: Taco Corp, Asfalt Records - Formatos: CD, LP, descarga digital | 3                                  | - POL: +15 000 | - ZPAV: oro     |
| Umowa o Dzieło                                                                      | - Publicación: 27 de junio de 2015 - Discográfica: Taco Corp, Asfalt Records - Formatos: CD, LP, descarga digital     | 2                                  | - POL: +30 000 | - ZPAV: oro     |
| Wosk                                                                                | - Publicación: 26 de julio de 2016 - Discográfica: Taco Corp, Asfalt Records - Formatos: CD, descarga digital         | 14                                 | - POL: +15 000 |                 |
| Szprycer                                                                            | - Publicación: 30 de julio de 2017 - Discográfica: Taco Corp, Asfalt Records - Formatos: CD, LP, descarga digital     | 1                                  | - POL: +30 000 | - ZPAV: platino |
| Flagey                                                                              | - Publicación: 13 de julio de 2018 - Discográfica: Taco Corp, Asfalt Records - Formatos: CD                           | —                                  |                |                 |
| «—» denota una publicación que no entró en las listas o que el dato es desconocido. | |                                    |                |                 |